# 나가이케촌
나가이케촌(長生村)은 도쿠시마현 나카군에 설치된 촌이다. 

## 연혁
- 1889년 10월 1일 - 정촌제 시행에 수반해 나가이케촌이 성립하였다.
- 1954년 3월 31일 - 나가이케촌, 나카노시마촌, 오노촌의 일부와 합병해 도미오카정이 신설되어 소멸하였다.

## 참고문헌
- 『市町村名変遷辞典』東京堂出版、1990年。